# Twierdzenie Siegela-Walfisza
Twierdzenie Siegela-Walfisza to twierdzenie analitycznej teorii liczb, udowodnione przez Arnolda Walfisza jako wniosek wynikający z twierdzenia Carla Siegela o liczbach pierwszych. Twierdzenie to jest silniejsze zarówno od twierdzenia o liczbach pierwszych, jak i twierdzenia Dirichleta.

## Treść twierdzenia
Niech {\displaystyle \psi (x;q,a)} będzie drugą funkcją Czebyszewa sumującą jedynie po {\displaystyle n\equiv a\;({\text{mod}}\;q),} tzn.
{\displaystyle \psi (x;q,a)=\sum _{\begin{array}{c}n\leqslant x\\n\equiv a\;({\text{mod}}\;{q})\end{array}}\Lambda (n),}
gdzie {\displaystyle \Lambda } oznacza funkcję von Mangoldta oraz niech {\displaystyle \varphi } oznacza tocjent Eulera. Wówczas dla dowolnej liczby rzeczywistej {\displaystyle N} istnieje stała {\displaystyle C_{N}} zależna jedynie od {\displaystyle N,} taka, że dla dowolnych {\displaystyle (a,q)=1,} jeżeli {\displaystyle q\leqslant (\log x)^{N},} to prawdziwa jest zależność asymptotyczna
{\displaystyle \psi (x;q,a)={\frac {x}{\varphi (q)}}+O\left({\frac {x}{\exp \left(C_{N}{\sqrt {\log x}}\right)}}\right).}

### Postać dla funkcjiπ(x;q,a){\displaystyle \pi (x;q,a)}
Twierdzenie Siegela-Walfisza można równoważnie zapisać przy pomocy funkcji liczącej liczby pierwsze {\displaystyle \pi (x;q,a)} (rozumiemy przez nią liczbę liczb pierwszych {\displaystyle p\leqslant x}, {\displaystyle p\equiv a\;({\text{mod}}\;q)}). Wówczas twierdzenie przybiera postać
{\displaystyle \pi (x;q,a)={\frac {{\text{Li}}(x)}{\varphi (q)}}+O\left({\frac {x}{\exp \left({\frac {C_{N}}{2}}{\sqrt {\log x}}\right)}}\right),}
gdzie {\displaystyle {\text{Li}}} oznacza resztę logarytmu całkowego.